# Zilișteanca, Buzău
Zilișteanca este un sat în comuna Poșta Câlnău din județul Buzău, Muntenia, România.

## Istoric
Localitatea a fost înființată în preajma anului 1780, pe vatra unui sat abandonat, de unde i se trage și numele (siliște înseamnă vatră de sat) și a început să se dezvolte. Deja la sfârșitul secolului al XIX-lea, când Basil Iorgulescu a alcătuit dicționarul său geografic al județului Buzău, localitatea avea 2820 de locuitori, dintre care 1941 știutori de carte și devenise centrul unei comune ce grupa mai multe sate din zona văii Câlnăului.
În 1844 s-a construit și biserica ortodoxă din sat, cu hramul Sfântul Dumitru, biserică ce a suferit lucrări de renovare în 1881 și 1919.
Satul era proprietatea lui Petrache Andreescu la acea vreme, dar documente ulterioare arată că la 1866 proprietar era familia Canella-Ciorogârleanu. La sfârșitul secolului al XIX-lea s-au semnalat mai multe conflicte sociale între săteni și proprietari sau arendași, culminând cu răscoala de la 1907 la care au participat locuitori ai satului împreună cu cei din satul vecin Poșta. Revolta a fost înăbușită, iar în Zilișteanca a fost plasat un divizion de artilerie pentru a stabiliza situația; nemulțumirile, însă au persistat, manifestându-se neviolent, prin petiții. În cele din urmă, după Primul Război Mondial, moșia Zilișteanca a fost expropriată pentru împroprietărirea țăranilor, conform reformei funciare.
În perioada următoare, Zilișteanca a pierdut statutul de sat principal din zonă în favoarea Poștei Câlnău, acesta devenind reședință de comună și sat eponim al acesteia.